# Raiberhiel
Die Raiberhiel (auch Reiberhiel, deutsch Räuberhöhle) ist ein Felsenlabyrinth im Müllerthal in Luxemburg. 
Die Symbiose der Felsen und Pflanzen erzeugt im Tal der Schwarzen Ernz ein besonderes Mikroklima. Zu den Eigenschaften des Mikroklimas gehören ein konstant hoher Feuchtigkeitsgehalt der Luft und geringe Temperaturunterschiede. Die hohe Anzahl an Buchen sorgt für permanenten Schatten und trägt zur Luftfeuchtigkeit bei. Die Gesteine haben sich während der Eiszeit gebildet und haben viele Höhlen enthalten, so auch im Fall der Räuberhöhle. Die „Passage Mandrack“ ist ein Durchlass durch eine Felsformation, die am Eingang ca. 50 cm breit ist.